# Théâtre Aux Écuries
 (février 2024).
 (février 2024).
Résidence
Le Théâtre Aux Écuries est un centre de création et un lieu de diffusion pour les compagnies émergentes.

## Fondation
En 2005, sept compagnies émergentes (Théâtre de la Pire Espèce, L’ACTIVITÉ, Festival du Jamais Lu, Théâtre du Grand Jour, Théâtre I.N.K., Magnifique Théâtre et Théâtre les Porteuses d’Aromates) s'unissent pour lancer l'initiative « La Centrale », qui devient rapidement le Théâtre Aux Écuries. Pour atteindre leur objectif de créer un lieu qui leur permettra de rencontrer et tisser des liens avec le public, d’accroître leurs activités et de soutenir d’autres artistes, les artistes porteurs du projet (Olivier Choinière, Sylvain Bélanger, Marilyn Perreault, Annie Ranger, Francis Monty, Olivier Ducas, Marcelle Dubois et David Lavoie) acceptent en 2007 la proposition de la compagnie Les Deux Mondes qui les invite à participer à l'agrandissement et aux rénovations du centre de production qu’elle détient depuis 1996 à Montréal.
Les Écuries occupent ainsi l'édifice situé 7285 rue Chabot, dans le quartier Villeray à Montréal, à partir de 2009, bien que le nouveau centre de création et de diffusion soit officiellement inauguré en 2011.
En 2016, Olivier Choinière annonce son départ, et celui de sa compagnie L'ACTIVITÉ, du Théâtre aux Écuries. Dans une lettre publiée dans la revue Jeu, il déplore les problèmes de cohabitation entre les Deux Mondes et les autres compagnies résidentes.

## Mandat
Le discours inaugural des membres fondateurs prend la forme d'un manifeste témoigne d'« une énergie du refus des façons de faire habituelles, de même qu’une volonté de se positionner autrement au sein de la scène théâtrale montréalaise ». Faisant une grande place aux artistes émergents, le projet du Théâtre Aux Écuries fait écho aux Seconds États généraux du théâtre de 2007, qui ont fait l'objet d'un dossier dans la revue Jeu et qui se penchaient sur les enjeux des conditions de création, de représentation et de diffusion du théâtre, notamment la difficulté des compagnies de la relève à trouver du soutien.
Aujourd'hui, les Écuries accueillent six compagnies résidentes (Festival du Jamais Lu, Les Porteuses d’Aromates, Théâtre I.N.K., Théâtre de la Pire Espèce, Les Productions Menuentakuan et Système Kangourou) dont les directeurs artistiques forment le collectif de direction. Le centre de création appuie également d'autres compagnies et artistes en leur offrant des résidences de création ainsi qu’un accompagnement artistique, technique et administratif. La programmation permet par ailleurs la diffusion de spectacles issus de démarches de création atypiques, contribuant à la diversification de l'offre théâtrale saisonnière de la métropole.

## Prix et distinctions
- 25e Grand Prix du Conseil des arts de Montréal, Prix de la relève – Caisse de la Culture (Desjardins), 5 000 $, 2010[11].
- Gala ESTim de la Chambre de commerce de l’est de Montréal, nomination dans la catégorie arts et culture, 2010.
- Nos Indispensables, événement du Conseil des arts de Montréal, nomination dans la catégorie Solidarité, 2021[12].